# Kinder Bueno
Kinder Bueno je blagovna znamka oblitih in polnjenih sladkih vafljevih prigrizkov luksemburškega podjetja Ferrero. Na trg je prišla v Italiji leta 1990.

## Sestava in izvor
Sesravine so mlečna čokolada 31,5% (sladkor, kakavovo maslo, kakavova masa, posneto mleko v prahu, mlečna maščoba, emulgator sojin lecitini, vanilin), sladkor, palmino olje, pšenična moka, lešniki (10,8%), posneto mleko v prahu, polnomastno mleko v prahu, čokolada (sladkor, kakavova masa, kakavovo maslo, emulgator sojin lecitin, vanilin), manj masten kakav v prahu, emulgator sojin lecitin, sredstvi za vzhajanje (natrijev hidrogen karbonat, amonijev hidrogen karbonat), jedilna sol in vanilin. Vsebuje 41,2 g sladkorja na 100 g izdelka.
Vaflji so proizvedeni na Poljskem in v Franciji.

## Pomisleki glede vpliva na zdravje
Zveza potrošnikov Slovenije je opozorila, da izdelek vsebuje preveč maščob in sladkorja ter da ni primeren za pogosto prehrano otrok.